# Baloži
Baloži is een stad in Letland in de gemeente Ķekava. De stad heeft een populatie van 4481 inwoners (2006).
Baloži is vlak na de Tweede Wereldoorlog opgericht, als een dorp voor de arbeiders die in de nabijgelegen turffabriek werkten.
Baloži kreeg stadsrechten in 1991.